# Koppensattel
De Koppensattel of Koppenpas is een 692 meter hoge bergpas in de Oostenrijkse deelstaat Stiermarken. De pasweg over de pashoogte verbindt Bad Aussee in Stiermarken met Obertraun in Opper-Oostenrijk. Met name in de zomermaanden is het een geliefde route voor fietsers.
De Koppensattel kent geen echte winterafsluiting, zoals veel hogergelegen paswegen wel standaard kennen. Desondanks is de pas gedurende het grootste deel van de winter vanwege lawinegevaar afgesloten.
Arlberg · Bielerhöhe · Brenner · Fern · Flexen · Gerlos · Großglockner · Hahntennjoch · Katschberg · Kühtai · Pfitscherjoch · Plöcken · Radstädter Tauern · Reschen · Seefeld · Sölk · Staller Sattel · Timmelsjoch · Triebener Tauern · Turracherhöhe · Zeinis